# キドリチェヴォ
キドリチェヴォ （Kidričevo, ドイツ語：Sterntal） は、スロベニアの市。アルミニウムを製造しているタルム Talum の工場が所在している。元の名前はストルニシチェ Strnišče。